# Jack in the Box (chanson)
Pour les articles homonymes, voir Jack in the Box.
Chansons représentant le Royaume-Uni au Concours Eurovision de la chanson
Knock, Knock Who's There?
(1970) Beg, Steal or Borrow
(1972)
Jack in the Box (« Diable en boîte ») est la chanson représentant le Royaume-Uni au Concours Eurovision de la chanson 1971. Elle est interprétée par Clodagh Rodgers.

## Thème de la chanson
La chanteuse exprime ses sentiments amoureux à un homme qui la traite comme un jouet, car elle estime qu'en échange de son amour, elle pourrait être heureuse de rebondir comme le jouet.

## À l'Eurovision
Clodagh Rodgers est choisie par la BBC pour représenter le Royaume-Uni, dans l'intention d'apaiser les tensions entre la Grande-Bretagne et l'Irlande du Nord. Le Concours Eurovision de la chanson 1971 se déroule à Dublin. Des années après, elle affirmera avoir reçu des menaces de mort de l'IRA.
Le 20 février 1971, elle présente six chansons pour le Concours dans l'émission It's Cliff Richard!. À cause d'une grève du service postal, le vote est établi selon chaque région. On choisit la troisième chanson Jack in the Box.
En 1971, chaque radiodiffuseur national doit présenter des vidéos de prévisualisation ; la BBC utilise les images de It's Cliff Richard!.
La chanson est la neuvième de la soirée, après Pomme, pomme, pomme par Monique Melsen pour le Luxembourg et avant Goeiemorgen, morgen par Lily Castel et Jacques Raymond pour la Belgique.
À la fin du concours, la chanson obtient 98 points et finit à la 4e place. 

## Réception commerciale
Elle sort en single et atteint la 4e place des ventes.